# Międzynarodowa Federacja Sportów na Wózkach
Międzynarodowa Federacja Sportów na Wózkach (ang. International Wheelchair and Amputee Sports Federation) – federacja zarządzająca sportami dla osób jeżdżących na wózkach inwalidzkich i osób z amputowanymi kończynami. Siedziba znajduje się na stadionie w Stoke Mandeville.
Obecnie zarządza szermierką na wózkach oraz rugby na wózkach (do 2010, obecnie przez Międzynarodową Federację Rugby na Wózkach), a także organizuje zawody lekkoatletyczne, w bilardzie oraz w bowls.